# Lego Batman: Film
Lego Batman: Film (ang. The Lego Batman Movie) – amerykański komediowy film animowany z 2017 roku. Spin-off filmu Lego: Przygoda.

## Fabuła
Nad miastem Gotham zawisła groźba ataku Jokera, niebezpiecznego szaleńca. Batman musi połączyć siły z innymi mieszkańcami, aby stanąć w obronie metropolii.

## Obsada
- Will Arnett – Bruce Wayne / Batman
- Rosario Dawson – Barbara Gordon / Batgirl
- Zach Galifianakis – Joker
- Ralph Fiennes – Alfred Pennyworth
- Michael Cera – Dick Grayson / Robin
- Jenny Slate – Harley Quinn
- Héctor Elizondo – komisarz Jim Gordon
- Channing Tatum – Superman
- Eddie Izzard – Lord Voldemort
- Jemaine Clement – Sauron
- Riki Lindhome – Trujący Bluszcz
- Zoë Kravitz – Kobieta-Kot
- Ellie Kemper – Phyllis
- Mariah Carey – burmistrz McCaskill
- Lauren White –
  - komisarz O’Hara,
  - Meduza

### Wersja polska
- Krzysztof Banaszyk – Bruce Wayne / Batman
- Ewa Prus – Barbara Gordon / Batgirl
- Waldemar Barwiński – Joker
- Marek Barbasiewicz – Alfred Pennyworth
- Józef Pawłowski – Dick Grayson / Robin
- Justyna Kowalska – Harley Quinn
- Michał Konarski – Komisarz Jim Gordon
- Stefan Pawłowski – Superman
- Katarzyna Makuch – Komputer
- Mirosław Zbrojewicz – Lord Voldemort
- Artur Dziurman – Sauron
- Karolina Bacia – Trujący Bluszcz
- Joanna Borer – prezenterka GCN
- Julia Kołakowska-Bytner – Kobieta-Kot
- Ewa Lachowicz – Felicja
- Anna Sroka – burmistrz McCaskill
- Anna Szymańczyk –
  - komisarz O’Hara,
  - Meduza

## Produkcja
- Reżyseria – Chris McKay
- Scenariusz – Seth Grahame-Smith, Chris McKenna, Erik Sommers, Erik Sommers, Jared Stern, John Whittington
- Muzyka – Lorne Balfe
- Materiały do scenariusza – Seth Grahame-Smith (materiały do scenariusza, historia)
- Montaż – John Venzon, Matt Villa, David Burrows
- Scenografia – Grant Freckelton (scenograf)
- Produkcja – Benjamin Melniker (producent wykonawczy), Michael E.Uslan (producent wykonawczy), Christopher Miller (producent), Roy Lee (producent), Phil Lord (producent), Brad Lewis (producent wykonawczy), Dan Lin (producent), Zareh Nalbandian (producent wykonawczy), Jill Wilfert (producent wykonawczy), Jon Burton (koproducent), Amber Naismith (koproducent), John Powers Middleton (koproducent), Will Allegra (producent wykonawczy), Matthew Ashton (producent wykonawczy), Steven Mnuchin (producent wykonawczy), Ryan Halprin (koproducent), Samantha Nisenboim (producent towarzyszący), Andrea McCarthy Paul (producent towarzyszący)[2]

## Odbiór

### Box office
Budżet filmu jest szacowany na 80 milionów dolarów. W Stanach Zjednoczonych i w Kanadzie film zarobił blisko 176 mln USD. W innych krajach zyski wyniosły ponad 136 mln, a łączny zysk prawie 312 mln dolarów.

### Krytyka w mediach
Film spotkał się z pozytywną reakcją krytyków. W serwisie Rotten Tomatoes 90% z 307 recenzji jest pozytywne, a średnia ocen wyniosła 7.53/10. Na portalu Metacritic średnia ocen z 48 recenzji wyniosła 75 punktów na 100.